# Dialister
Dialister è un genere di batterio appartenente alla famiglia delle Acidaminococcaceae.